# کبوتر جنگلی خاکستری
کبوتر جنگلی خاکستری (نام علمی: Columba pulchricollis) نام یک گونه از سرده کبوتر است.